# Бркович, Миленко
Миленко Бркович (серб. Миленко Брковић; 25 декабря 1912, Бриняни — 18 сентября 1941, Кралевица) — югославский сербский партизан времён Народно-освободительной войны Югославии, Народный герой Югославии.

## Биография
Родился 25 декабря 1912 в Бринянах. До войны работал башмачником. Член КПЮ с 1938 года, в партизанском движении с 1941 года. С июня 1941 занимал должность секретаря Заечарского обкома КПЮ, руководил в течение лета партизанским движением. 12 сентября 1941 арестован во время путешествия на поезде, сослан в Заечар. После нескольких дней пыток полицаями 18 сентября повешен в Заечаре, там же похоронен. Посмертно награждён Орденом народного героя указом от 5 июля 1951.